# Bahnhof Warszawa Praga

Der Bahnhof Warszawa Praga (Warschau Praga) war ein Bahnhof der historischen Weichselbahn im heutigen Warschauer Stadtbezirk Targówek. Seit 2011 wird er als Haltepunkt der Personennahverkehr betreibenden Koleje Mazowieckie genutzt. Außerdem befindet sich hier einer der größten Rangierbahnhöfe Polens. Bis 1915 wurde der Bahnhof als Praga Nadwiślańska, bis 1918 als Praga und seitdem als Warszawa Praga bezeichnet.

## Geschichte
Im Rahmen des Baus der Weichselbahn, die auf der ostwärtigen Weichselseite an Warschau vorbeilief, wurde 1877 zunächst ein Bahnhof in der Nähe von Praga (ostwärts der Weichsel) errichtet. So wie auch andere Bahnhöfe der Weichselbahn, die in der Nähe von Festungsanlagen gelegen waren, verfügte auch das Bahnhofsgebäude bei Praga über eine Holzkonstruktion. Im Falle der Notwendigkeit einer Nutzung des Feuerfeldes konnten solche Strukturen schnell niedergelegt werden. Praga Nadwiślańska lag auf der Esplanade des zu den Befestigungsanlagen der Zitadelle Warschau (linkes Weichselufer) gehörenden Forts Śliwice (rechtes Weichselufer).
Das im russischen Stil ausgestaltete Empfangsgebäude war eingeschossig und erstreckte sich, wie die Überdachung des Bahnsteigs, etwa 60 Meter entlang der Trasse. Das Gebäude verfügte mittig über eine hohe Durchgangshalle und einen Warteraum. Der Eingang des Gebäudes wurde von zwei Türmen flankiert. Die Fassade war mit profilierten Brettern und mit dekorativen Oberflächen an den Ecken und Rahmen von Fenstern und Türen versehen. Das Anwesen war von Bäumen umgeben.
Das Schicksal des Bahnhofsgebäudes ist ungeklärt, wahrscheinlich wurde es im Ersten Weltkrieg von russischen Truppen bei deren Rückzug aus Warschau im Jahr 1915 zerstört.
Praga Nadwiślańska war bei Fertigstellung der einzige Bahnhof der Weichselbahn in Warschau. Zeitgleich mit dem Bau der neuen Trasse war aber auch eine Verbindungsringstrecke, die Kolej Obwodowa, die die 1875 errichtete Most przy Cytadeli zum Weichselübergang nutzte, angelegt worden. Diese Bahnstrecke zweigte ein paar Hundert Meter südlich des Bahnhofs in Praga ab und verband die Weichselbahn mit dem im Westen des Flusses gelegenen Hauptbahnhof Warschaus (Dworzec Wiedeński). 1880 wurde dann an der Kolej Obwodowa auf der westlichen Flussseite neben der Zitadelle eine Vorgängeranlage des heutigen Bahnhof Warszawa Gdańska eröffnet. Diese Station wurde zunächst als Główny Dworzec Kolei Nadwiślańskiej (dt.: Hauptbahnhof der Weichselbahn), später als Dworzec Kowelski bezeichnet. Da sie näher an der Warschauer Innenstadt lag, verringerte sich nach ihrer Eröffnung die Bedeutung von Praga Nadwiślańska.

## Haltepunkt

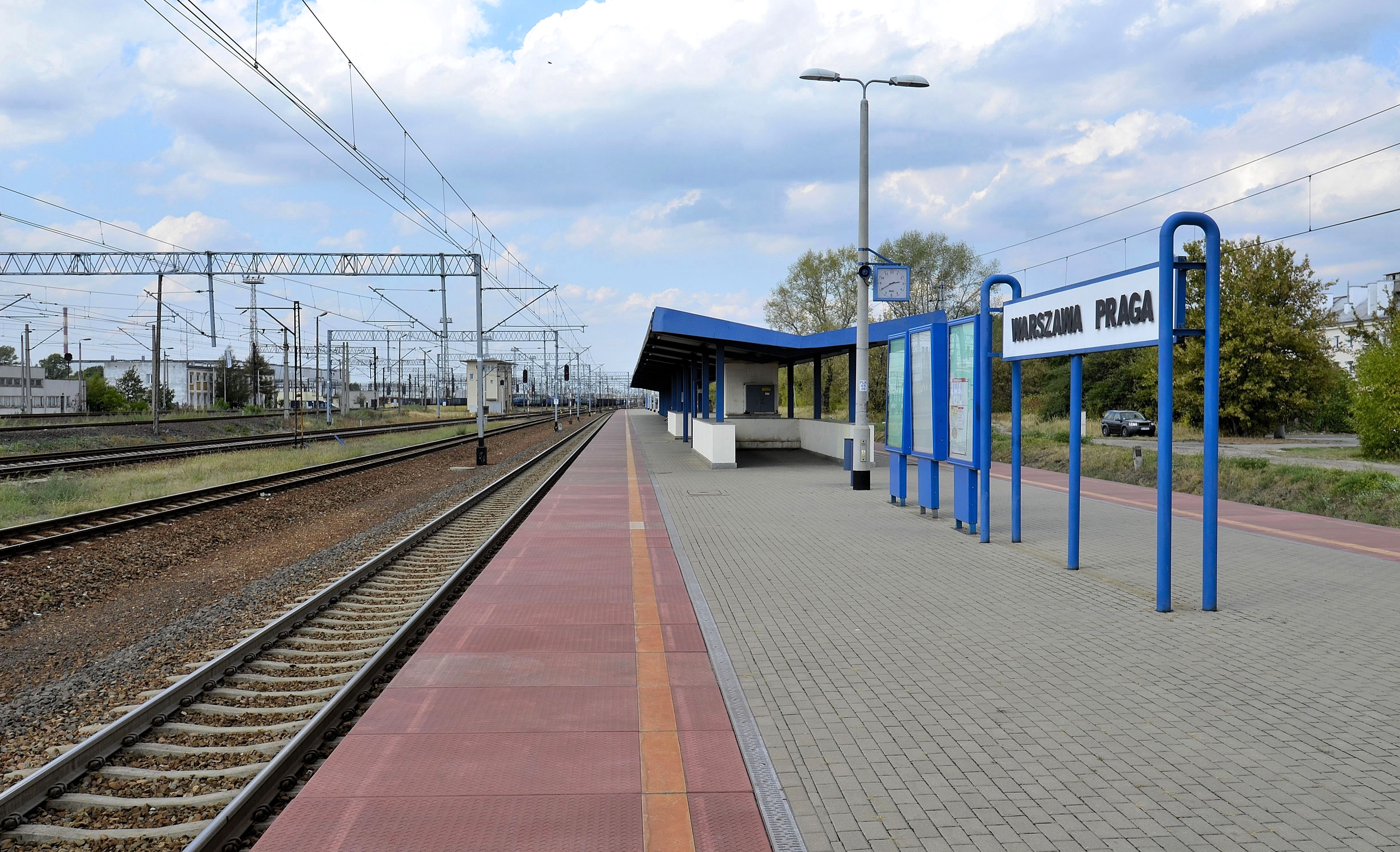
Bahnsteig des Haltepunktes, 2015

Die Station verfügt heute über einen überdachten, beidseitig zu nutzenden Bahnsteig. Früher hier genutzte Ticketschalter sind geschlossen. Der Bahnsteig ist über einen Tunnel sowie eine rund 300 Meter lange Fußgängerbrücke über die Gleise sowohl von der ostwärts endenden Ulica Pożarowa wie von der auf der Westseite des Bahnhofs liegenden Ulica Golędzinowska erreichbar.
Seit den 1960er Jahren diente der Bahnsteig dem Schienengüterverkehr. Seit dem Jahr 2011 nutzt ihn die Nahverkehrsbahn Koleje Mazowieckie als Haltepunkt. Hier verläuft die Strecke KM9 von Warszawa Wola und Warszawa Zachodnia nach Działdowo via Legionowo, Nasielsk, Modlin, Ciechanów and Mława. Ebenso fährt die Szybka Kolej Miejska (S 3, S 9) den Haltepunkt an.
Im Jahr 2017 nutzten durchschnittlich 800–1000 Personen den Haltepunkt.

## Lokomotivdepot

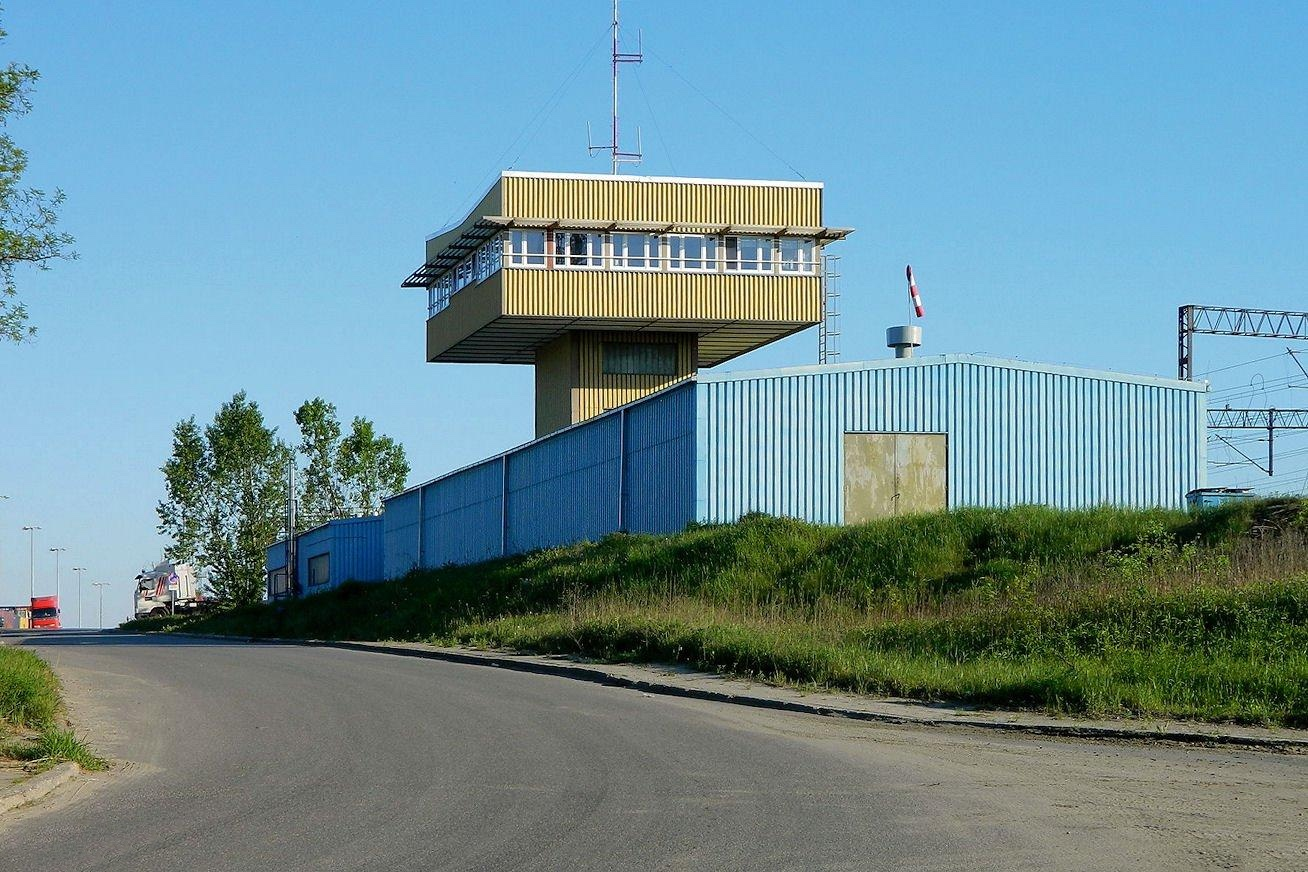
Der Kontrollturm

Seit 1877 bis 1998 wurde am Bahnhof ein Lokomotivdepot mit Reparaturwerkstätten betrieben. Bis 1974 für Dampflokomotiven, ab 1971 für Diesellokomotiven und ab 1984 für solche mit elektrischem Antrieb. Auch während der deutschen Besatzungszeit im Zweiten Weltkrieg wurde der Reparaturbetrieb weiterhin durchgeführt. So wurden von polnischen Partisanen gesprengte Dampflokomotiven und Wagen repariert. Bei ihrem Rückzug aus Warschau (Weichsel-Oder-Operation) demontierten die deutschen Truppen die Ausrüstung und sprengten einen Teil der Gebäude. Nach dem Krieg wurden einige wieder aufgebaut. Benötigte Werkstattausrüstung lieferte u. a. die United Nations Relief and Rehabilitation Administration.
Der erste Lokschuppen hatte eine kreisförmige Hallenstruktur mit sich auffächernden Zubringergleisen. In den 1930er Jahren wurde er durch einen neu errichteten Dampflokschuppen in Stahlbetonkonstruktion ersetzt. Nach der Außerbetriebnahme der Dampflokomotiven in den 1970er Jahren, wurde die Halle mit in der Nähe installierten Kraftstofftanks zu einem Depot mit Betankungsstelle für dieselgetrieben Lokomotiven erweitert. Die historische Halle wurden zu Beginn der 2000er Jahre abgerissen. Gleichzeitig wurden auch die dortigen Gleise und eine Drehscheibe entfernt. Den vormaligen Lokschuppenbereich (11 Hektar) verkaufte PKP für 40 Mio. Złoty an einen Investor, der auf dem Gelände Wohnraum für 9000 Menschen schaffen will. Vor dem noch genutzten Verwaltungsgebäude wurde ein Schmiedehammer aufgestellt, der aus der Schmiede des ehemaligen Maschinenhauses stammt.

## Güter- und Rangierbahnhof

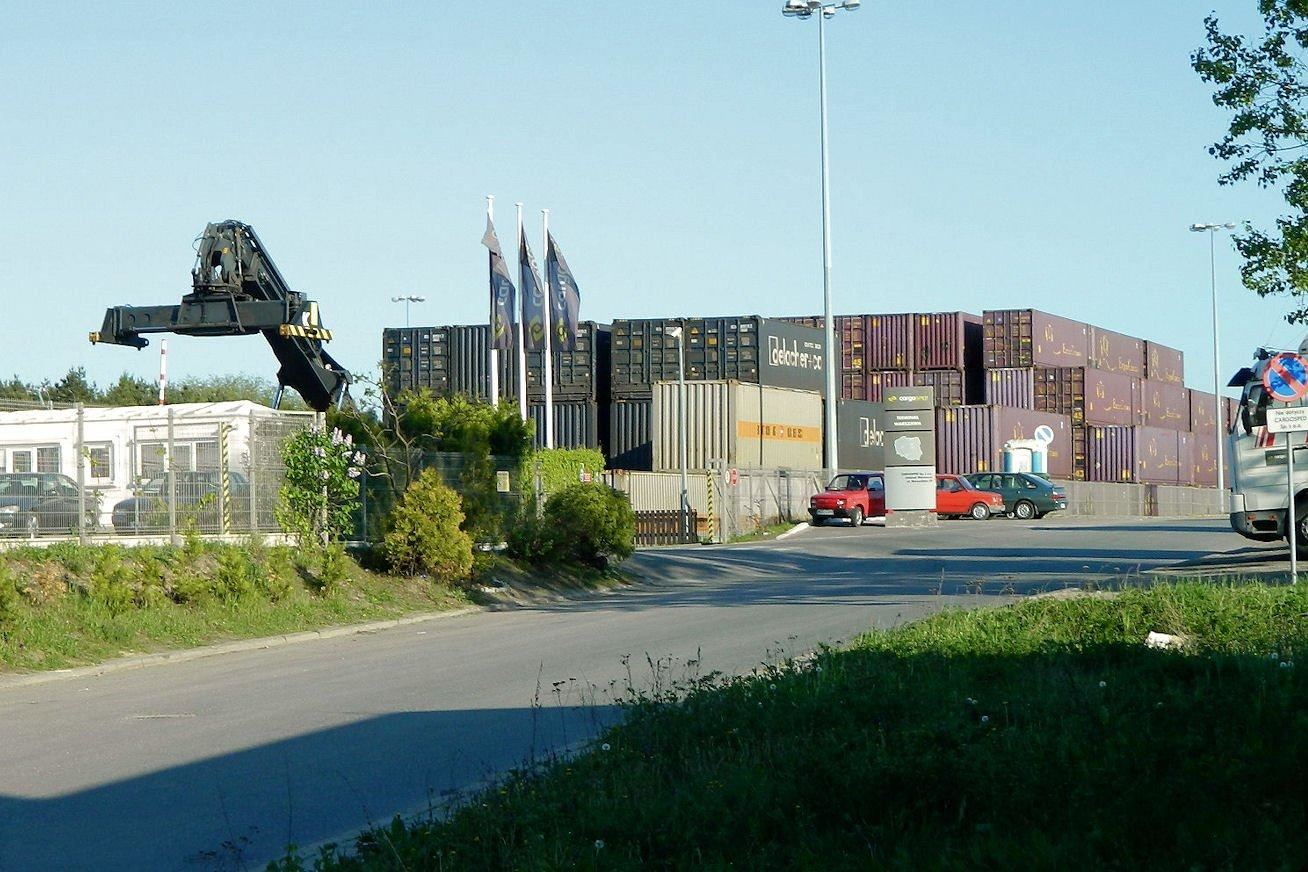
Containerterminal, PKP Cargo, 2012

Bereits bei seiner Gründung war der Bahnhof (heute: Warszawa Praga Towarowa – WPT) auch ein bedeutender militärischer Güterknotenpunkt. Auch nach dem Krieg verlor die Station nicht ihre militärische Bedeutung für den Güterverkehr. Noch heute werden hier Waren umgeschlagen. Außerdem ist der Bahnhof ein bedeutender Rangierbahnhof. Neben Warszawa Główna Towarowa (WGT) und der inzwischen verkleinerten Anlage Warszawa Wschodnia Towarowa (WWT) ist er die größte von drei solcher Anlagen in Warschau. Die Gleisanlagen erstrecken sich im Norden vom Żerań-Kanal über eine Strecke von mehreren Kilometern bis etwa zum Haltepunkt im Süden. Eigentümer und Betreiber ist PKP Polskie Linie Kolejowe, rangiert wird auf Normalspurgleisen.
Der einseitige Rangierbahnhof besteht von Nord nach Süd aus der Einfahrgruppe (14 Gleise), dem Ablaufberg mit vier halbautomatischen Gleisbremsen als Talbremsen Typ ETH-11, der Richtungsgruppe mit 30 Gleisen und Richtungsgleisbremsen sowie der Ausfahrgruppe mit 8 Gleisen. Die zulässige Anzahl der Achsen pro zum Ablaufenlassen entkuppelter Wagengruppe beträgt höchstens 12. Das zulässige Entkopplungsgewicht liegt bei 220 Tonnen. Westlich neben der Ausfahrgruppe befindet sich eine weitere Gleisgruppe mit 10 Gleisen für örtlichen Verkehr, die am südlichen Ende einen Ablaufberg ohne Gleisbremsen besaß.
Aus der Gleisanlage verzweigen sich Anschlussgleise, die unter anderem zur Fabryka Samochodów Osobowych und zum Kraftwerk Żerań führen.

## Eisenbahnersiedlung

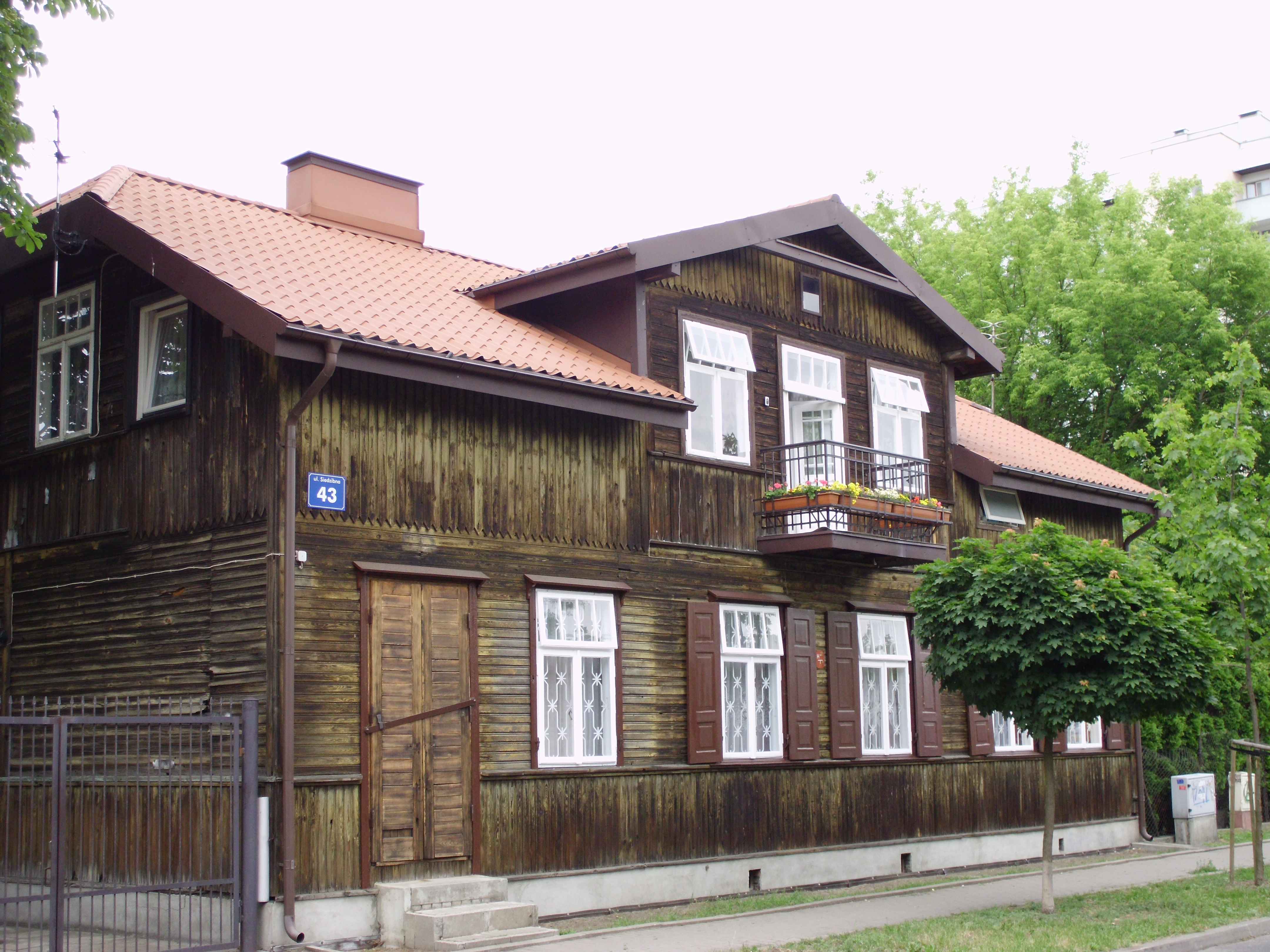
Historisches Wohnhaus von Bahnbediensteten in Nowe Bródno

Bereits in den Anfangsjahren war ostwärts des Bahnhofes eine Wohnsiedlung für Mitarbeiter der Station entstanden. Die Siedlung wurde als Nowe Bródno bezeichnet – weiter im Osten lag die historische Ortschaft (Stare) Bródno. Die hier im Laufe der Zeit entstandenen, vorwiegend aus Holz gebauten Wohnhäuser wurden nach dem Krieg durch die Errichtung von Wohnblocks für Eisenbahner ergänzt. Auf dem Dach eines der Gebäude wurde ein Beobachtungsposten eingerichtet, der im Kriegsfall für die Koordinierung der Brandbekämpfung vorgesehen war. Auch entstand ein Unterstand mit separatem Eingang. Über viele Jahre waren Mitarbeiter der Eisenbahn hier die wichtigste und angesehenste soziale Gruppe. Zur Beisetzung verstorbener Eisenbahner auf dem Bródno-Friedhof, einem der größten Friedhöfe Europas, wurden mitunter Bahnhofssirenen eingeschaltet.

## Cholera-Friedhof

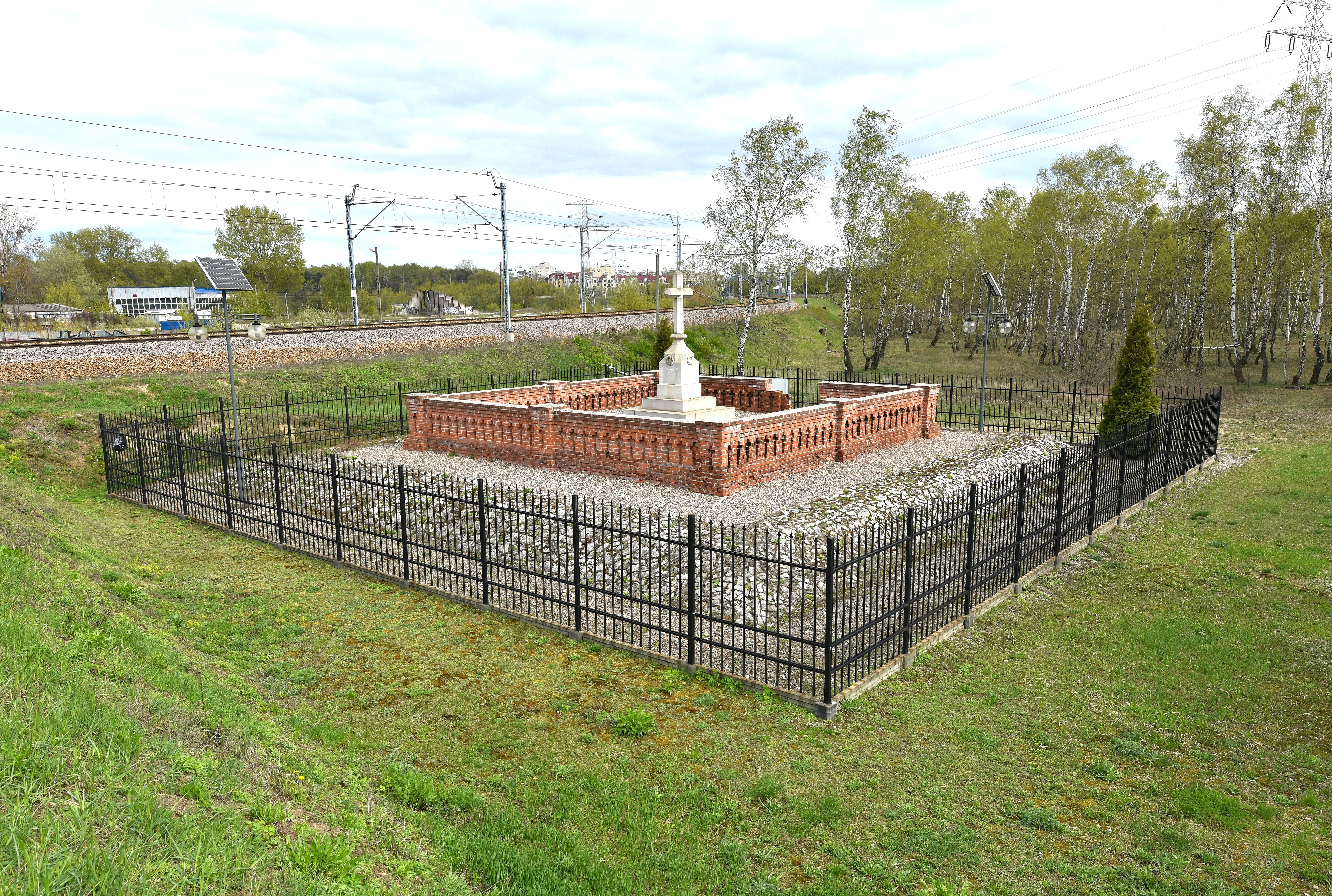
Die Gedenkstätte im Jahr 2017

In den Jahren 1872 bis 1874 waren auf einem Friedhof in einem unbebauten Gebiet am südlichen Ende des Ortsbereiches Bródno knapp 500 an der Cholera Verstorbene beigesetzt worden. Bei der Erneuerung des Gleisdreiecks Anfang des 20. Jahrhunderts an dieser Stelle wurden die verstreut zwischen Gleisen liegenden Gräber ausgehoben und die Gebeine in ein neu angelegtes Gemeinschaftsgrab umgebettet. Der Begräbnisplatz ist heute von einer niedrigen Backsteinmauer umgeben, in der Mitte steht ein Steinmonument mit einem Kreuz. Er steht unter Denkmalschutz. Da er inmitten des Gleisdreiecks liegt, ist er von der Ulica Stefana Starzyńskiego nur schwer zugänglich.